# Piper heimii
Piper heimii är en pepparväxtart som beskrevs av C. Dc.. Piper heimii ingår i släktet Piper och familjen pepparväxter. Inga underarter finns listade i Catalogue of Life.